# دنی کاستیلو
دنی کاستیلو (انگلیسی: Danny Castillo؛ زادهٔ ۲۵ اوت ۱۹۷۹) ورزشکار هنرهای رزمی ترکیبی اهل ایالات متحده آمریکا است.